# Siksyareul hapsida
Siksyareul hapsida (식샤를 합시다?, lett. Mangiamo; titolo internazionale Let's Eat) è un drama coreano. La prima stagione è stata trasmessa su tvN dal 28 novembre 2013 al 13 marzo 2014, la seconda dal 6 aprile al 2 giugno 2015 e la terza dal 16 luglio al 28 agosto 2018.
Nel 2016 è andato in onda uno spin-off intitolato Honsunnamnyeo (혼술남녀).

## Trama

### Prima stagione
La trentatreenne Lee Soo-kyung vive con il proprio cane nell'appartamento 805 di un condominio e ha alle spalle un divorzio. A causa del suo lavoro di segretaria per uno studio legale, ha sviluppato una certa paranoia ed è sospettosa nei confronti del prossimo; inoltre, si rifugia nel cibo ogni volta che si ritrova sotto stress, spesso a causa del suo capo, l'avvocato Kim Hak-moon, che, pur essendo innamorato di lei da dieci anni, la rimprovera di frequente come vendetta perché Soo-kyung non si ricorda di averlo incontrato ai tempi dell'università. Un mese dopo la morte per soffocamento della sua inquilina, l'appartamento 804 torna ad essere abitato da Yoon Jin-yi, una studentessa universitaria solare e positiva la cui famiglia si è ritrovata sul lastrico quando il padre, costruttore edile, è stato accusato di frode e appropriazione indebita: mentre la madre della ragazza ha subito un tracollo e si è trasferita in America, Jin-yi coglie l'occasione per andare a vivere da sola e realizzare molti dei suoi sogni, continuando a spendere come se niente fosse accaduto, senza rendersi conto di non poterselo permettere. Poco dopo essersi trasferita, Jin-yi matura una cotta per l'inquilino dell'appartamento 806, Gu Dae-young, un abile assicuratore dalla parlantina svelta, appassionato di cibo e con molte donne che gli ronzano attorno, a parte Soo-kyung, che non lo sopporta. Nonostante le loro differenze, i tre decidono di iniziare ad andare insieme nei ristoranti, dove molti piatti non vengono serviti a chi è da solo. Nel frattempo, nel quartiere diverse donne vengono aggredite.

### Seconda stagione
Dae-young si trasferisce da Seul a Sejong alla ricerca di un nuovo mercato per le sue polizze assicurative e trova alloggio in un piccolo condominio. La sua vicina di pianerottolo è Baek Soo-ji, una sua ex compagna delle elementari, allora presa in giro da tutti perché era in sovrappeso. Convinta che Dae-young fosse il suo unico amico, quando la bambina scoprì che, invece, si era avvicinato a lei solo per approfittare della sua ghiottoneria e far aumentare le vendite del negozio di tteokbokki della madre, subì un trauma che la portò a trascorrere la sua adolescenza chiusa in casa, ingrassando sempre di più. Ora che ha ritrovato un peso accettabile, che mantiene con costante esercizio fisico e mangiando un solo pasto al giorno, il sogno di Soo-ji è sposarsi e non essere più sola. La donna è innamorata di Lee Sang-woo, funzionario amministrativo per il Ministero dello Sport e della Cultura del quale lei è consulente temporanea per un progetto, ma l'uomo, dalla natura seria e posata, non ricorda neanche il nome delle persone che non gli interessano. Poiché Dae-young vorrebbe farsi perdonare per il torto commesso in passato, Soo-ji lo convince a stringere un patto: lei gli presenterà potenziali clienti per le sue assicurazioni se lui la aiuterà a conquistare e sposare Sang-woo. Intanto, la proprietaria del condominio e la vecchietta del primo piano nascondono sulla terrazza un ragazzo dal misterioso passato.

### Terza stagione
Dae-young sta passando un brutto momento a livello personale e lavorativo, dove il campo assicurativo non lo coinvolge più come un tempo. Un tempo reincontra per caso un'ex compagna di università, l'infermiera Lee Ji-woo, e, complice il fatto che siano vicini di casa, coglie l'occasione per riallacciare i rapporti con lei. Fu proprio Ji-woo, con la sua passione per il cibo, a dare a Dae-young l'ispirazione per aprire il suo blog culinario. In una serie di flashback viene ripercorso il periodo universitario dei due e la nascita dell'interesse di Dae-young per il cibo; intanto, Dae-young viene coinvolto nello sviluppo di un progetto per portare ai single cibo da ristorante.

## Personaggi

### Personaggi principali
- Gu Dae-young (stagioni 1-3), interpretato da Yoon Doo-joon
- Lee Soo-kyung (stagione 1), interpretata da Lee Soo-kyung
- Kim Hak-moon (stagione 1), interpretato da Shim Hyung-tak
- Yoon Jin-yi (stagione 1), interpretata da Yoon So-hee
- Baek Soo-ji (stagione 2; episodio 3x02), interpretata da Seo Hyun-jin
- Lee Sang-woo (stagione 2), interpretato da Kwon Yul
- Lee Ji-woo (stagione 3), interpretata da Baek Jin-hee
- Lee Soo-yeon (stagione 3), interpretata da Lee Joo-woo
- Sunwoo Sun (stagione 3), interpretato da Ahn Woo-yeon

### Personaggi ricorrenti
- Oh Do-yeon (stagione 1), interpretata da Lee Do-yeon
Avvocato nello studio di Kim Hak-moon, sempre a dieta, è convinta che lui e Dae-young siano innamorati di lei.
- Choi Kyu-sik (stagione 1), interpretato da Jang Won-young
Collega di Soo-kyung.
- Park Kyung-mi (stagione 1), interpretata da Jung Soo-young
Miglior amica di Soo-kyung e moglie di Kyu-sik.
- Choi Deok-young (stagione 1), interpretato da Hong Eun-taek
Il figlio minore di Kyu-sik e Kyung-mi, ha una cotta per Jin-yi.
- Hyun Kwang-suk (stagione 1), interpretato da Oh Kwang-suk
Giovane che lavora come corriere espresso e il cui padre lavorava per il padre di Jin-yi.
- Nipote di Hak-moon (stagione 1), interpretato da Jung Tae-sung
- Madre di Soo-kyung (stagione 1), interpretata da Nam Neung-mi
- Lee Jeom-yi (stagione 2), interpretata da Kim Ji-young
Signora anziana che abita al primo piano, ha perso il figlio.
- Kim Mi-ran (stagione 2), interpretata da Hwang Seok-jung
Padrona di casa di Dae-young e Soo-ji.
- Hong In-ah (stagione 2), interpretata da Jo Eun-ji
Collega di Sang-woo e Soo-ji, il marito fa il chirurgo plastico a Seul.
- Lee Joo-seung/Ahn Chan-soo (stagione 2; episodio 3x01), interpretato da Lee Joo-seung
Ragazzo che abita in un container sulla terrazza.
- Im Taek-soo (stagione 2), interpretato da Kim Hee-won
Amico di Dae-young e suo collega, ex detective.
- Hwang Hye-rim (stagione 2), interpretata da Hwang Seung-eon
Beauty blogger impiegata part-time di un minimarket, è corteggiata da molti ragazzi, che sfrutta per lavorare al posto suo.
- Park Joo-wan (stagione 2), interpretato da Kim Dan-yul
Figlio di Mi-ran.
- Kim Jin-seok (stagione 3), interpretato da Byung Hun
Amico di Dae-young all'università.
- Bae Byung-sam (stagione 3), interpretato da Kim Dong-young
Amico di Dae-young all'università, non riesce a parlare con le ragazze.
- Lee Sung-joo (stagione 3), interpretato da Seo Byuk-joon
Amico di Dae-young all'università, molto popolare con le ragazze.
- Heo Yoon-ji (stagione 3), interpretata da Noh Susanna
Collega infermiera di Ji-woo.
- Kang Mi-sook (stagione 3), interpretata da Lee Ji-hyun
Madre di Ji-woo.

## Episodi
| Stagione         | Episodi | Prima TV Corea del Sud | Prima TV Italia |
| ---------------- | ------- | ---------------------- | --------------- |
| Prima stagione   | 16      | 2013-2014              | inedita         |
| Seconda stagione | 18      | 2015                   | inedita         |

## Ascolti
| Episodio | Titolo                                                                                     | Data di trasmissione | Dati AGB |
| -------- | ------------------------------------------------------------------------------------------ | -------------------- | -------- |
| 1        | 홀로 서기 선언 (La dichiarazione di vivere soli)                                           | 28 novembre 2013     | 1,349%   |
| 2        | 네 이웃을 알지어다 (Conoscere i vicini)                                                    | 5 dicembre 2013      | 1,034%   |
| 3        | 혼자 있고 싶어요. 다 나가 주세요. (Voglio stare sola. Uscite tutti)                        | 12 dicembre 2013     | 1,135%   |
| 4        | 응답하라, 주변 사람들 (Rispondetemi, vicini)                                               | 19 dicembre 2013     | 1,168%   |
| 5        | 돈 worry, 돈 cry (Preoccuparsi per i soldi, piangere per i soldi)                          | 26 dicembre 2013     | 1,237%   |
| 6        | 오만과 편견 (Orgoglio e pregiudizio)                                                       | 2 gennaio 2014       | 1,401%   |
| 7        | 삶은 왜 혼자 먹는 저녁밥 같을까 (Perché la vita è come cenare da soli)                     | 9 gennaio 2014       | -        |
| 8        | 그만두면 비로소 보이는 것들 (Cose che riesci a vedere solo quando te ne vai)               | 16 gennaio 2014      | 1,316%   |
| 9        | 맘마미아 (Mamma Mia)                                                                       | 23 gennaio 2014      | 1,364%   |
| 10       | 꽃보다 식샤님 (Meglio il signor Siksya dei fiori)                                          | 30 gennaio 2014      | 1,245%   |
| 11       | 지금 사랑하지 않는 자, 모두 유죄 (Tutti coloro che ora non sono innamorati sono colpevoli) | 6 febbraio 2014      | 1,221%   |
| 12       | 사랑의 맛... 달콤 쌉싸름 (Il sapore dell'amore... agrodolce)                               | 13 febbraio 2014     | 1,121%   |
| 13       | 나만보고있던남자 (L'uomo che guardava solo me)                                             | 20 febbraio 2014     | 1,366%   |
| 14       | 그녀가 사라졌다 (È scomparsa)                                                              | 27 febbraio 2014     | 1,683%   |
| 15       | 님의 침묵 (Il tuo silenzio)                                                                | 6 marzo 2014         | 1,175%   |
| 16       | 그래도 식샤를 합시다 (Mangiamo ancora)                                                     | 13 marzo 2014        | 1,460%   |

| Episodio | Data di trasmissione | Dati AGB |
| -------- | -------------------- | -------- |
| 1        | 6 aprile 2015        | 1,09%    |
| 2        | 7 aprile 2015        | 2,068%   |
| 3        | 13 aprile 2015       | 1,247%   |
| 4        | 14 aprile 2015       | 1,817%   |
| 5        | 20 aprile 2015       | 1,76%    |
| 6        | 21 aprile 2015       | 1,695%   |
| 7        | 27 aprile 2015       | 1,604%   |
| 8        | 28 aprile 2015       | 2,195%   |
| 9        | 4 maggio 2015        | 1,413%   |
| 10       | 5 maggio 2015        | 2,989%   |
| 11       | 11 maggio 2015       | 2,223%   |
| 12       | 12 maggio 2015       | 2,441%   |
| 13       | 18 maggio 2015       | 1,885%   |
| 14       | 19 maggio 2015       | 2,041%   |
| 15       | 25 maggio 2015       | 2,137%   |
| 16       | 26 maggio 2015       | 2,707%   |
| 17       | 1 giugno 2015        | 1,735%   |
| 18       | 2 giugno 2015        | 2,659%   |

| Episodio | Data di trasmissione | Dati AGB            | Dati AGB                   |
| Episodio | Data di trasmissione | A livello nazionale | Area metropolitana di Seul |
| -------- | -------------------- | ------------------- | -------------------------- |
| 1        | 16 luglio 2018       | 2,375%              | 2,633%                     |
| 2        | 17 luglio 2018       | 2,459%              | 2,774%                     |
| 3        | 23 luglio 2018       | 2,368%              | 2,786%                     |
| 4        | 24 luglio 2018       | 2,700%              | 3,529%                     |
| 5        | 30 luglio 2018       | 2,477%              | 3,176%                     |
| 6        | 31 luglio 2018       | 2,396%              | 3,167%                     |
| 7        | 6 agosto 2018        | 2,384%              | 2,981%                     |
| 8        | 7 agosto 2018        | 2,617%              | 3,345%                     |
| 9        | 13 agosto 2018       | 2,212%              | 2,406%                     |
| 10       | 14 agosto 2018       | 2,405%              | 3,062%                     |
| 11       | 20 agosto 2018       | 2,234%              | 2,769%                     |
| 12       | 21 agosto 2018       | 2,205%              | 2,741%                     |
| 13       | 27 agosto 2018       | 2,722%              | 2,915%                     |
| 14       | 28 agosto 2018       | 3,239%              | 3,933%                     |
| Media    | Media                | 2,485%              | 3,016%                     |

## Colonna sonora
Prima stagione
1. Let's Eat (식사를 합시다) – K Joon
2. Cool Guy (멋진남자) – Eric Nam
3. 내가 그려온 나 – Jung Yoo-yeon
4. Single Days (English Ver.) – Jung Yoo-yeon
5. When You Want to Leave (떠나고 싶을때) – Tensi Love
6. Don't Eat Alone
7. Elegant Dinner (우아한 만찬)
8. 오감이 흐르는 시간
9. Everyday Romance (일상의 로망)
10. Lonely Table (쓸쓸한 식탁)
11. Don't (이러지마) – HEYNE
12. Timid Confession (소심한 고백) – Lee Hyo-won
13. 사랑이 오나요?
14. 뻘쭘한 젓가락질
15. My Name is 9:0 (내 이름은 9:0)
16. Minor Side Dishes (소소한 반찬)
17. Let's Eat (먹고합시다)
18. Delicious Moment

Seconda stagione
1. Delicious – Kangnam
2. With You – Lee Bo-kyung
3. Up & Down – Seo Hyun-jin feat. Risso
4. Paradise (파라다이스) – JANNABI
5. A Different You (또 다른 너) – Urban Zakapa
6. Why Don't You Know? (왜 모르니) – Yang Yo-seob
7. Tea for Two
8. 먹방전설
9. 숟가락 행진곡
10. Maybe You
11. Evening Waltz
12. Little Dongas
13. 삼겹살
14. Dining Room
15. 대영은 왠수지
16. 오겹살
17. Flute Polka
18. White Pig
19. Diet Bass
20. Flight to River
21. Brunch Cafe
22. Behind
23. Breakfast With You

Terza stagione
1. Your Day (축제) – ONF
2. Curious (궁금해) – EDEN
3. Just This Song (이 노래만) – Yuju (GFriend)
4. I Still (그래도 나) – Yang Yo-seob (Highlight)
5. Fluttering (설렘각) – Taeil (Block B)
6. Wonder What You Do (어디서 뭐해요) – Hailey
7. Same Memories (같은 기억) – Kassy

## Riconoscimenti
| Anno | Premio       | Categoria                   | Ricevente                    | Risultato   |
| ---- | ------------ | --------------------------- | ---------------------------- | ----------- |
| 2016 | tvN10 Awards | Re della commedia romantica | Yoon Doo-joon                | Candidato/a |
| 2016 | tvN10 Awards | Premio miglior bacio        | Yoon Doo-joon e Seo Hyun-jin | Candidato/a |